# تفريعة صغيرة
تفريعة صغيرة  قرية سوريّة تتبع إداريّاً لمحافظة حلب منطقة الباب ناحية عريمة، بلغ تعداد سكانها 622 نسمة حسب التعداد السكاني لعام 2004.